# 遠藤壱岐守
遠藤 壱岐守（えんどう いきのかみ）は、戦国時代から安土桃山時代にかけての武将。実名は伝わっておらず不明。二階堂氏、伊達氏の家臣。
山寺城主遠藤氏の一族。天正17年（1589年）、伊達政宗による二階堂氏攻めにおいて、須賀川城の支城・八幡崎城で奮戦し、政宗から希世の逸物と賞される。
戦後伊達氏に仕え、名を遠藤但馬と改めた。慶長5年（1600年）、慶長出羽合戦で最上義光を救援する軍勢に加わり、元二本松家臣の小田辺勝成・石川実光らと共に勇戦した。